# Obizzo Malaspina di Carbonara

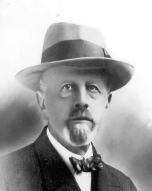
Obizzo Malaspina di Carbonara

Obizzo Luigi Maria Carlo Orazio Colombano Malaspina di Carbonara, Marchese di Carbonara e di Volpedo (* 5. Juni 1855 in Casei Gerola; † 7. Mai 1933 in Rom) war ein Diplomat und Politiker im Königreich Italien, der 1889 den Titel als Marchese di Carbonara, zwischen 1898 und 1901 Gesandter in Argentinien sowie von 1901 und 1904 Gesandter im Osmanischen Reich war. Er war des Weiteren von 1908 bis zu seinem Tode 1933 Mitglied des Senats (Senato del Regno) und erhielt zudem 1908 den weiteren Titel als Marchese di Volpedo.

## Leben

### Studium, Eintritt und Verwendungen im diplomatischen Dienst

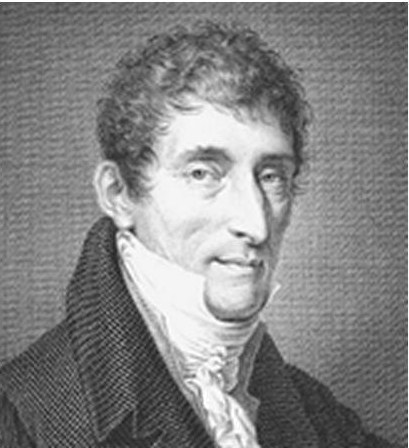
Luigi Malaspina (1809–1863), Vater von Obizzo Malaspina di Carbonara, war im Königreich Sardinien 1849 Mitglied der Abgeordnetenkammer sowie von 1849 bis zu seinem Tode 1863 Mitglied des Senats.

Obizzo Luigi Maria Carlo Orazio Colombano Malaspina di Carbonara stammte aus der lombardischen Adelsfamilie Malaspina und war der einzige Sohn von vier Kindern des Grundbesitzers und Politikers Luigi Malaspina (1809–1863), der im Königreich Sardinien 1849 Mitglied der Abgeordnetenkammer (Camera dei deputati) sowie von 1849 bis zu seinem Tode 1863 Mitglied des Senats (Senato del Regno) war, und von Teresa Cavalchini Guidobono. Er absolvierte ein Studium der Rechtswissenschaften an der Universität Turin, welches er mit einem Laurea in giurisprudenza beendete.
Er wurde am 18. August 1878 Ritter des Ordens der Krone von Italien. Er trat am 12. Dezember 1878 als Attaché in den diplomatischen Dienst des Außenministeriums (Ministero degli affari esteri) und wurde daraufhin an die Gesandtschaft im Osmanischen Reich versetzt, wobei er dort am 11. Juli 1880 zum Legationssekretär Zweiter Klasse befördert wurde. Als solcher wechselte er am 12. April 1881 an die Gesandtschaft im Königreich Bayern sowie im Anschluss am 21. Dezember 1885 an die Gesandtschaft im Vereinigten Königreich. Nachdem er am 16. Dezember 1887 zur Gesandtschaft in der Französischen Republik versetzt wurde, wechselte er am 18. Juni 1888 an die Gesandtschaft im Königreich der Niederlande und wurde dort am 28. Juni 1888 zum Legationssekretär Erster Klasse befördert. Für seine Verdienste wurde er am 17. Januar 1889 Ritter des Ordens der Heiligen Mauritius und Lazarus und erhielt am 22. September 1889 den Titel als Marchese di Carbonara. Am 8. Oktober 1891 kehrte er an die Gesandtschaft in der Französischen Republik zurück und verblieb dort bis zum 31. August 1894. Für seine Verdienste in dieser Zeit wurde er am 4. Juni 1891 Offizier des Ordens der Krone von Italien sowie am 18. Januar 1894 zudem Offizier des Ordens der Heiligen Mauritius und Lazarus.
Am 8. Mai 1894 wechselte Malaspina di Carbonara als Legationssekretär Erster Klasse zunächst an die Gesandtschaft im Königreich Rumänien, danach am 1. September 1894 an die Gesandtschaft im Königreich Belgien sowie am 7. Juni 1895 an die Gesandtschaft in den USA, ehe er am 1. März 1896 an die Gesandtschaft im Russischen Kaiserreich versetzt wurde. Am 10. April 1896 wurde er zur Gesandtschaft im Königreich Spanien versetzt und dort am 18. November 1896 zum Legationsrat (Consigliere di legazione) befördert.

### Gesandter, Senator und Ernennung zum Botschafter
Nach seiner Beförderung zum Gesandten Zweiter Klasse (Inviato straordinario di II classe) am 23. März 1898 wurde Obizzo Malaspina di Carbonara als Nachfolger von Pietro Antonelli zum außerordentlichen Gesandten und bevollmächtigten Minister in Argentinien ernannt und verblieb in dieser Funktion bis zum 18. April 1901, woraufhin Francesco Bottaro Costa ihn ablöste. Er war zugleich in Personalunion vom 23. März 1898 bis zum 18. April 1901 auch als Gesandter in Paraguay sowie als Gesandter in Uruguay akkreditiert. Für seine Verdienste wurde er am 18. Juni 1899 Kommandeur des Ordens der Krone von Italien. Am 18. April 1901 wurde er zwar für den Posten als Gesandter in den USA nominiert, trat diesen jedoch nicht. Vielmehr übernahm er am 9. August 1901 von Alberto De Foresta den Posten als Gesandter im Osmanischen Reich und hatte diesen bis zum 20. Juni 1904 inne, woraufhin Guglielmo Imperiali di Francavilla seine dortige Nachfolge antrat. Er wurde am 6. Juni 1901 Kommandeur des Ordens der Heiligen Mauritius und Lazarus sowie zudem am 31. Dezember 1903 auch Großoffizier des Ordens der Krone von Italien. Am 21. Januar 1904 wurde er außerdem zum Gesandten Erster Klasse (Inviato straordinario di I classe) befördert. Nach seiner Abberufung als Gesandter in Konstantinopel befand er sich zwischen dem 20. Juni und dem 17. Oktober 1907 noch zur besonderen Verfügung des Außenministeriums und trat daraufhin in den Ruhestand. Ihm wurde kurz darauf am 3. November 1907 das Großkreuz des Ordens der Krone von Italien verliehen sowie 1908 der Titel des Marchese di Volpedo zuerkannt, der am 24. September 1768 erstmals verliehen wurde.
Am 3. Juni 1908 wurde er zum Mitglied des Senats (Senato del Regno) ernannt und gehörte diesem vom 24. Juni 1908 bis zu seinem Tode am 7. Mai 1933 an. Während seiner Senatszugehörigkeit war er zwischen dem 18. März 1910 und dem 18. Juli 1920 mit kurzen Unterbrechungen Mitglied der Kommission zur Prüfung von Gesetzentwürfen zu internationalen Verträgen (Commissione per l’esame dei disegni di legge sui trattati internazionali). Ferner wurde ihm am 1. August 1910 im Ruhestand der Ehrentitel eines Botschafters (Ambasciatore) verliehen. Am 7. Dezember 1921 wurde er Mitglied der Senatskommission für Rechnungsprüfung (Commissione di contabilità interna) und gehörte dieser bis zu seinem Rücktritt am 4. Februar 1922 an. Er war außerdem zwischen dem 25. Juni 1929 bis zu seinem Tode am 7. Mai 1933 mit einer kurzen Unterbrechung auch ordentliches Mitglied der Commissione d'accusa dell'Alta Corte di giustizia, der Anklagekommission des Obersten Gerichtshofes. Ihm wurde am 18. September 1932 das Großkreuz des Ordens der Heiligen Mauritius und Lazarus verliehen. Er war mit Luisa Caterina van Zuylen van Nyevelt verheiratet.